# Amelangplatte
Die Amelangplatte ist ein kleines Plateau im ostantarktischen Königin-Maud-Land. Es liegt auf dem Nunatak Gora Sejsmologov nordöstlich des Urfjellgavlen in der Kirwanveggen der Maudheimvidda.
Entdeckt und benannt wurde es bei der Deutschen Antarktischen Expedition 1938/39 unter der Leitung des Polarforschers Alfred Ritscher. Namensgeber ist Herbert Amelang (* 1907), Erster Offizier auf dem Expeditionsschiff Schwabenland.

## Weblink
- Amelangplatte im Composite Gazetteer of Antarctica (englisch)